# Експедиція «Челленджера»

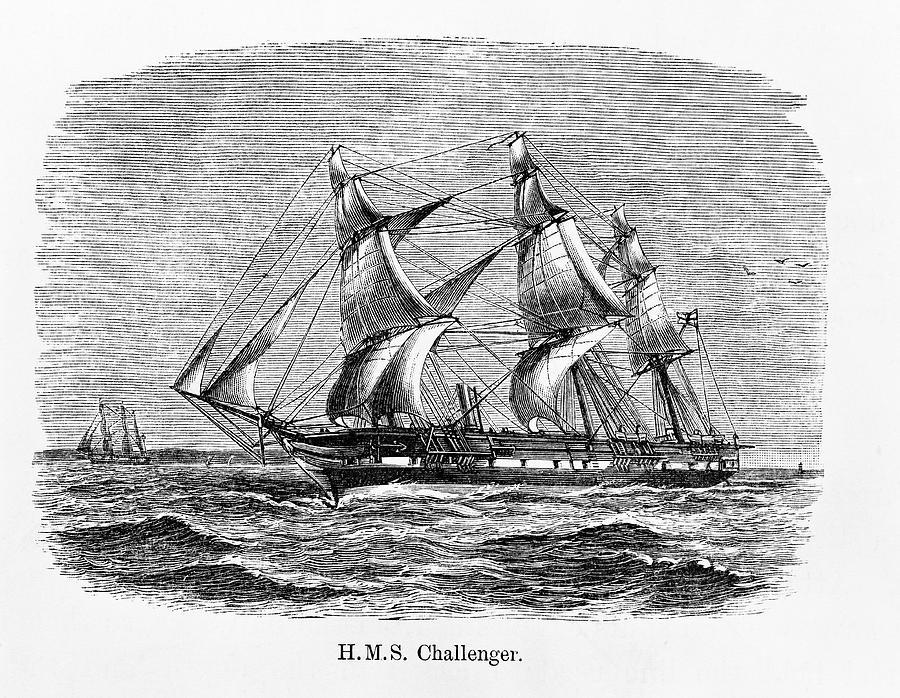
HMS Challenger у 1874 році

Наукова експедиція корабля «Челленджер» (англ. Challenger expedition) 1872–1876 років призвела до багатьох відкриттів, що заклали підґрунтя океанографії. Експедицію названо на честь головного корабля, HMS Challenger.
За ініціативи Чарльза Вайвілла Томсона (Единбурзький університет і школа Школа Мерчистон Касл), Лондонське королівське товариство отримало від Королівського військово-морського флоту дозвіл на використання корабля Challenger. У 1872 році судно було модифіковане під наукові потреби і обладнане окремими лабораторіями природничої історії і хімії.
Експедиція відпливла з Портсмута 21 грудня 1872 року. На її чолі стояв капітан Джордж Нерс.
Одним з морських офіцерів був Командер Джон Маклір.
Під науковим керівництвом Томсона корабель пройшов майже 70 тисяч морських миль (130 000 км). Результатом плавання був Звіт наукових результатів дослідницького плавання корабля H.M.S. Challenger протягом 1873-76 років (англ. The Report Of The Scientific Results of the Exploring Voyage of H.M.S. Challenger during the years 1873-76), у якому, з-поміж інших наукових досліджень, було каталогізовано близько 4000 раніше невідомих живих видів.
Джон Меррей, що супроводжував публікацію, описав даний звіт як «найвеличніший поступ у знаннях про нашу планету з часів знаменитих відкриттів п'ятнадцятого і шістнадцятого століть». Челленджер проплив досить близько від Антарктики, але не настільки близько, щоб її помітити.

## Приготування
Щоб звільнити місце, з корабля прибрали 15 з 17 гармат, а також зменшили рангоути, що дозволило розмістити на палубі лабораторії, додаткові каюти і спеціальну платформу для землесосного снаряда. Для привода снаряда використовувалася парова машина, а саме судно рухалося виключно завдяки вітрилам.
На «Челленджер» завантажили численні баночки зі спиртом для зберігання нових зразків організмів, а також мікроскопи, хімічне приладдя, вимірювальні прилади (такі як термометри і барометри), трали, пляшки для зразків води, лоти для вимірювання глибини, пристрої для збирання матеріалу з морського дна, а також 291 кілометр (181 морська миля) конопляної линви з Італії для спускання обладнання у воду.
Через новизну експедиції деяке обладнання було винайдене чи спеціально модифіковане спеціально для її цілей.

## Експедиція

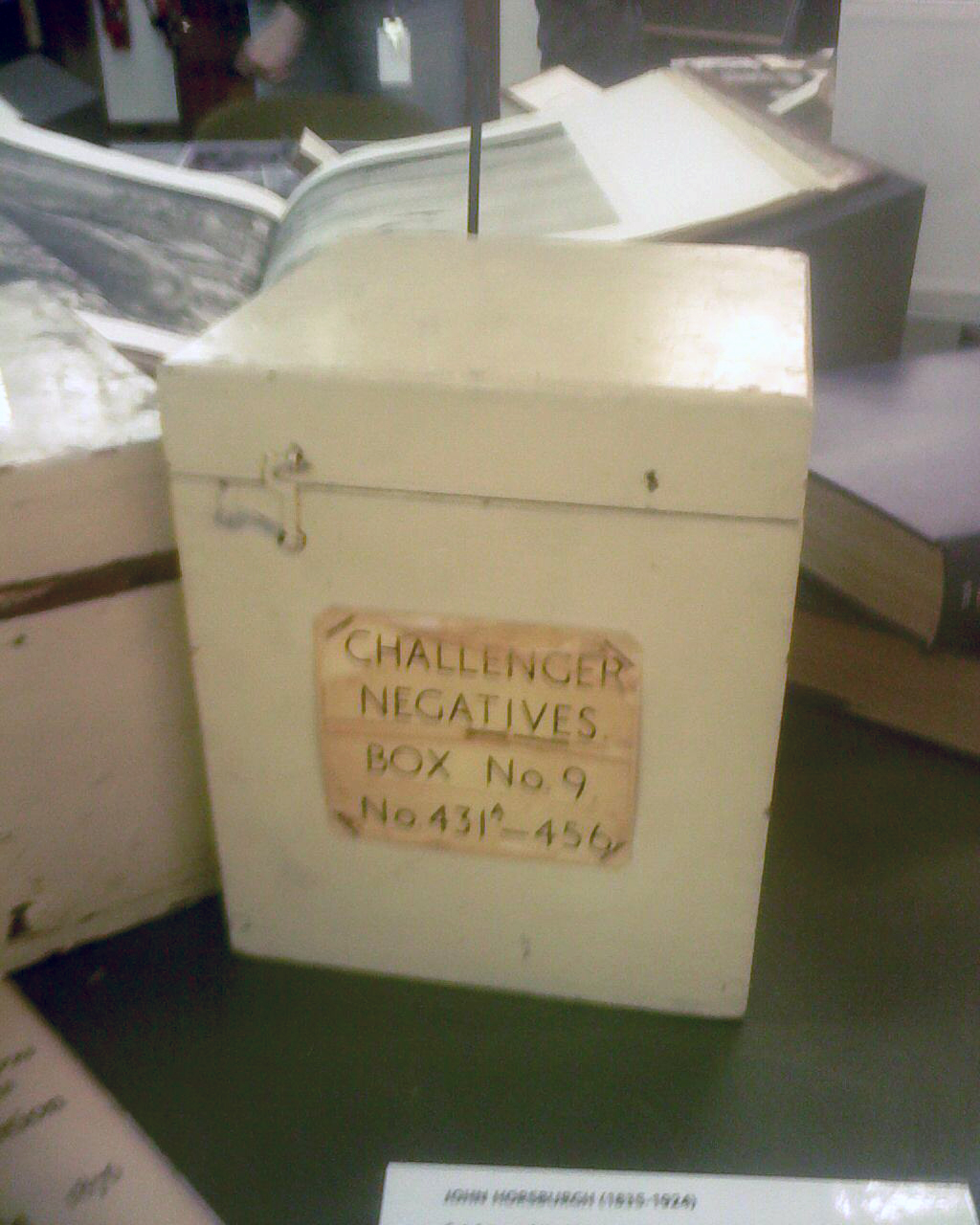
Одна з оригінальних коробок з фотографічними негативами, зробленими під час експедиції

За час навколосвітньої подорожі довжиною 68890 морських миль було здійснено 492 заміри глибини океану, 133 взяття породи з дна, 151 тралювання і 263 спостереження температури води.
Було відкрито близько 4700 нових видів організмів.
Наукові дослідження здійснювалися Вайвілом Томсоном, Джоном Мюрреєм, Джоном Янгом Бухананом, Генрі Ноттідж Мозлі, Альфонсом Франсуа Ренаром і Рудольфом фон Віллемоес-Зумом. Франка Еверса Беда призначили прозектором. Офіційним художником експедиції став Джон Джеймс Вайлд.
Крім Нарса і Макліра серед військово-морських офіцерів були Пелгем Олдріч, Лорд Джордж Ґренвілл Кемпбелл та Ендрю Френсіс Белфор (один з синів шотландського ботаніка Джона Гаттона Белфора).
Також серед офіцерів був Томас Генрі Тізард, що здійснив важливі гідрографічні спостереження протягом попередніх подорожей. Хоча він формально і не був членом цивільної наукової команди, Тізард пізніше допоміг у написанні офіційного звіту експедиції, за що був відзначений офіційним членством у Королівському товаристві з розвитку знань про природу.
Всього на борту судна відпливли у експедицію 21 морський офіцер і 216 членів команди. Наприкінці плавання кількість людей на кораблі зменшилася до 144 внаслідок смертей і запланованого залишання.
«Челленджер» досягнув Гонконга у грудні 1874 року, після чого Нерс і Олдріч залишили корабель, щоб взяти участь у Британській арктичній експедиції. Новим капітаном став Френк Турл Томсон, його помічником (і найстарішим морським офіцером на кораблі протягом всієї експедиції) — командер Джон Маклір. Віллемоес-Зум помер, і був похований у морі на шляху до Таїті. Лорда Кемпбелла і Белфора підвищили у званні, і вони покинули корабель у Вальпараїсо, Чилі.

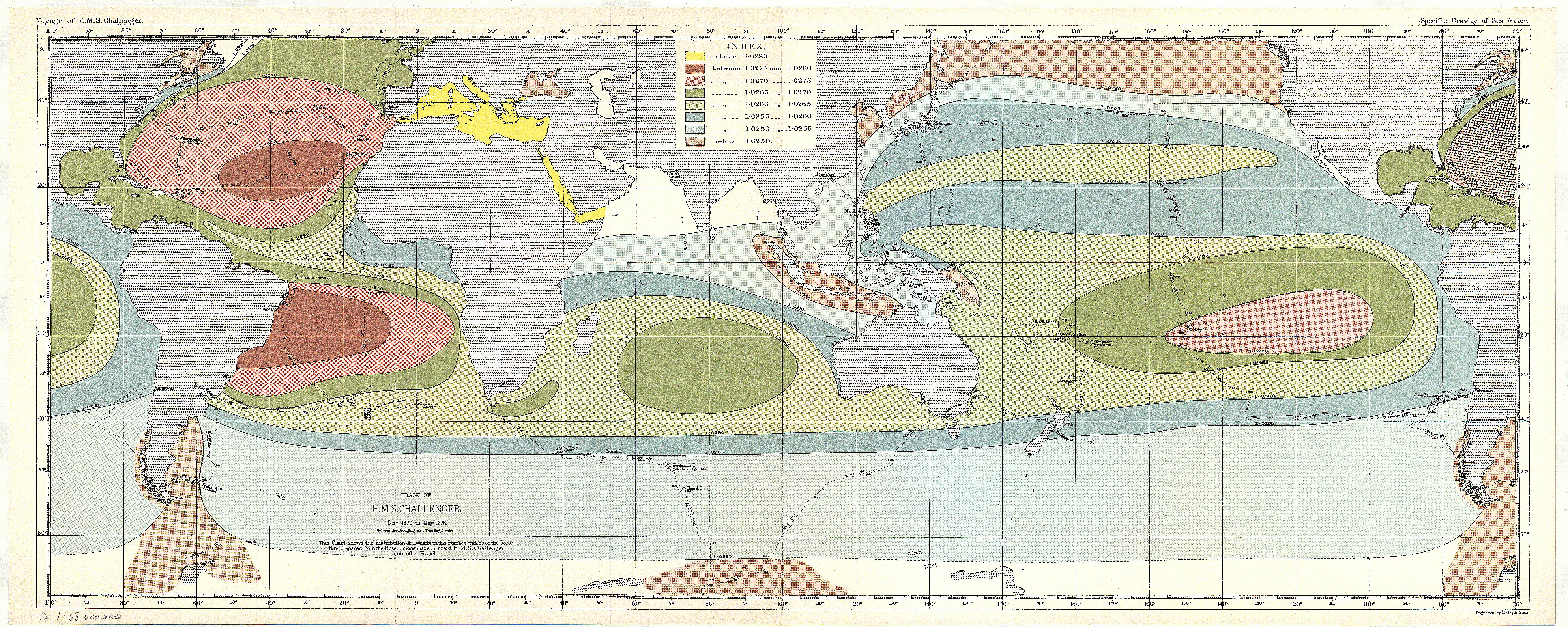
Шлях «Челленджера» з грудня 1872 до травня 1876 року. Кольорові контури показують поверхневу густину океану.

Європейська частина експедиції пролягала з Портсмута (грудень 1872) до Лісабона (січень 1873), а звідти до Гібралтара. Подальшими зупинками були Мадейра і Канарські острови (лютий 1873).
З лютого по липень 1873 року корабель спочатку пройшов до Віргінських, а звідти на північ — до Бермудських островів, потім східніше Азорських островів, повернувся до Мадейри, і попрямував на південь, до островів Кабо-Верде.
У квітні і травні 1873 року «Челленджер» плавав також до від Бермуди до Галіфакса і назад, таким чином двічі перетинаючи Гольфстрім.
У серпні 1873 року корабель покинув острови Кабо-Верде і попрямував спочатку на південний схід, а потім на захід, щоб зайти на архіпелаг Сан-Педру-і-Сан-Паулу.
Далі, перетнувши екватор, у вересні дійшов до Фернанду-ді-Норонья, і того ж місяця до Салвадора у Бразилії.
З вересня до жовтня 1873 року «Челленджер» перетинав Атлантичний океан, пропливши поряд з Тристан-да-Кунья. Кінцевим пунктом цього відрізку був Мис Доброї Надії на півдні Африканського континенту.
Період з грудня 1873-го по лютий 1874-го минув у суворих водах на південний схід від Мису Доброї Надії, аж до 60-ї паралелі південної широти.
Експедиція відвідала острови Принц Едвард, Крозе, Кергелен і Герд.
Лютий 1874 року корабель провів у плаванні на південь і потім на схід, у напрямку до Південного полярного кола. Команда спостерігала айсберги, пакові льоди і китів. Далі маршрут проліг на північний схід до Мельбурна, Австралія, куди корабель успішно і прибув у березні 1874 року.
У квітні було пройдено узбережжя Австралії з Мельбурна до Сіднея, поряд з півостровом Вільсонс-Промонторі і мисом Гоув.

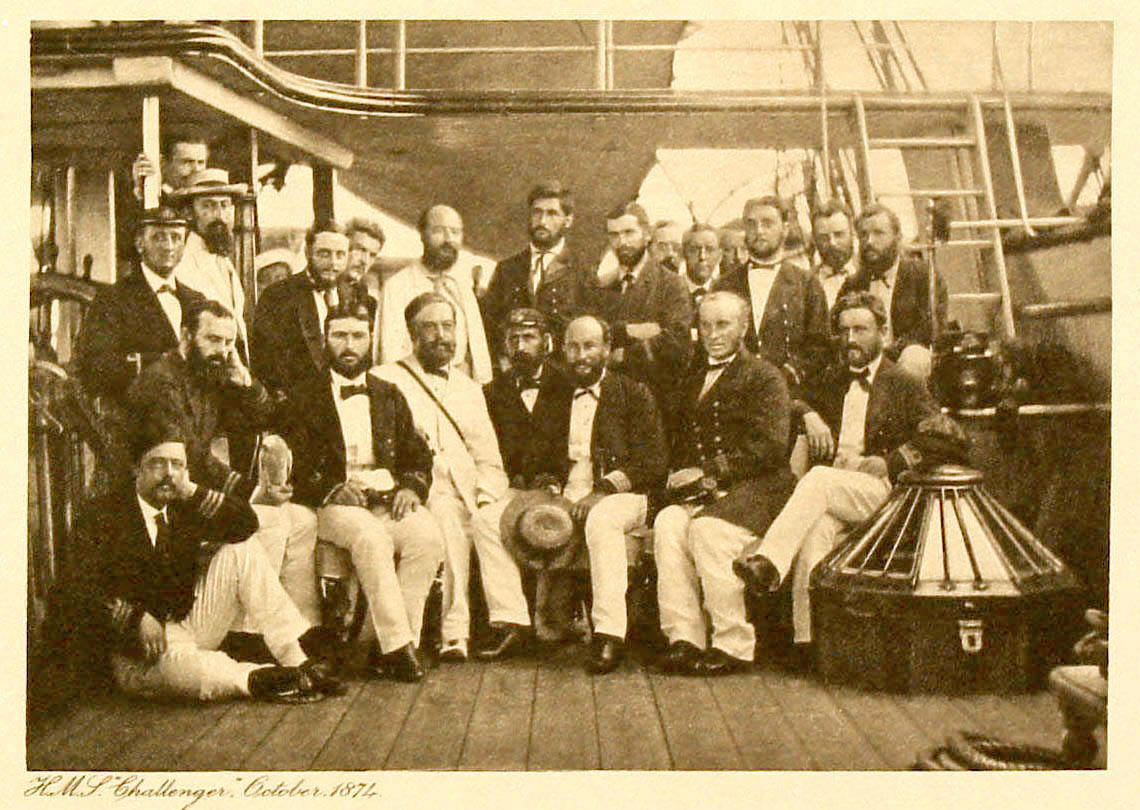
Команда експедиції «Челленджера», 1874 рік.

У червні 1874 року плавання продовжилося переходом з Сіднея до Веллінгтона, Нова Зеландія (прибув наприкінці червня, відбув на початку липня), а звідти — довгим відрізком до Тонга і Фіджі і назад до Кейп-Йорка у Австралії (серпень 1874 року).
Перед Веллінгтоном корабель робив короткі зупинки у Порт Гарді (острів Дюрвіля) і у затоці Королеви Шарлотти, що біля південного острова Нової Зеландії. Щоб дістатися Веллінгтона, «Челленджер» пройшов протокою Кука.
Маршрут з Веллінгтона до Тонги пролягав вздовж східного узбережжя північного острова Нової Зеландії, а звідти — до Тихого океану, минаючи острови Кермадек і прямуючи до Тонгатабу, головного острова архіпелагу Тонга (у той час відомих як Дружні Острови, англ. Friendly Islands).
Води навколо архіпелагу Фіджі (на північний захід неподалік від Тонги) досліджувалися наприкінці липня — початку серпня 1874 року. Звідти корабель попрямував на захід, наприкінці серпня досяг острова Рейне (на зовнішній межі Великого бар'єрного рифу), і звідти повернувся до Кейп-Йорк.
Наступні три місяці (з вересня до листопада 1874 року) на шляху з Кейп-Йорк до Китаю і Гонконгу (на той час колонія Великої Британії) експедиція відвідала кілька островів і груп островів. Спочатку «Челленджер» пройшов Арафурським морем, прямуючи на північ і на захід. На північний схід від корабля була Нова Гвінея, а на південний захід — Австралія. Першими відвіданими островами у цьому місці стали острови Ару, потім — острови Кай неподалік. Після цього корабель перетнув Море Банда біля однойменного архіпелагу, у жовтні досяг острова Амбон, і звідти продовжив шлях до Молуккських островів (частина сучасної Індонезії). З острова Тернате було прокладено курс на норд-вест у напрямку Філіппінів, з проходженням східніше острова Сулавесі у однойменне море. Після коротких зупинок у Замбоанга і Ілоіло на острові Панай, «Челленджер» поплив до Маніли. Плавання з Маніли до Гонконгу мало місце у листопаді 1874 року.
Провівши кілька тижнів у Гонконгу, експедиція відпливла далі у січні 1875 року з метою повторити свій вже пророблений шлях до Нової Гвінеї. Першою зупинкою стала Маніла, далі Замбоанга, потім трохи зміненим маршрутом (у порівнянні з першим плаванням) до острова Себу. На початку лютого 1875 року корабель пройшов південніше Мінданао і повернув на схід у відкрите море, і далі на південний схід, з метою досягти Затоку Гумбольдта (тепер називається Yos Sudarso Bay) на північному узбережжі Нової Гвінеї.
На початку березня експедиція досягла Островів Адміралтейства, що на північний схід від Нової Гвінеї. Фінальна частина плавання у цій частині Тихого океану була довгим плаванням курсом норд, західніше Каролінських і Маріанських островів, і завершилася прибуттям у порт Йокогама, Японія, у квітні 1875 року.

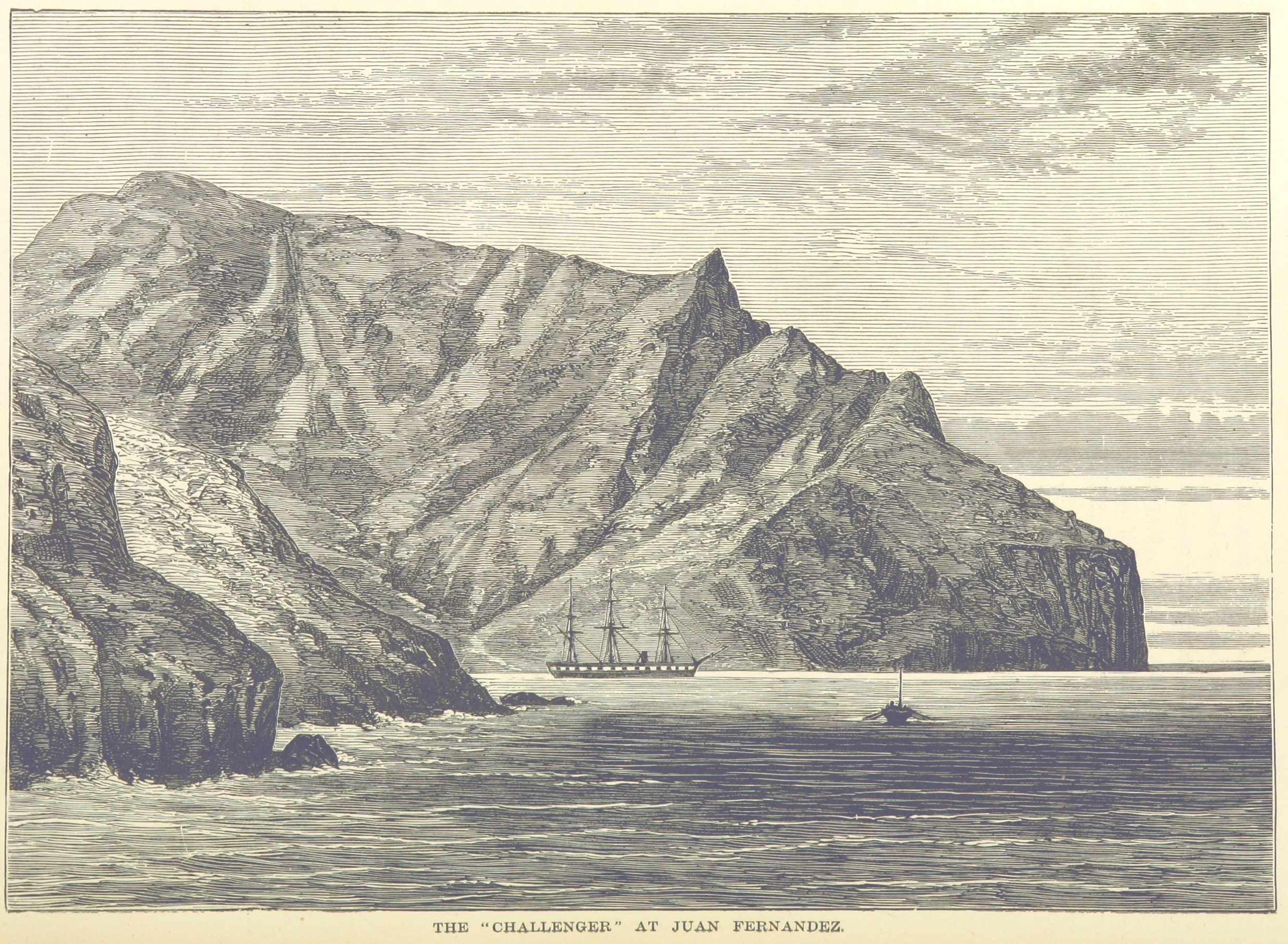
«Челленджер» біля островів Хуан Фернандес

З Японії «Челленджер» відплив у середині червня 1875 року, взявши курс на схід. Досягнувши у Тихому океані точки північніше Гавайських островів, корабель повернув на південь і причалив у Гонолулу (гавайський острів Оаху) наприкінці липня. Через пару тижнів, у середині серпня, корабель змінив точку стоянки на затоку Гіло на острові Гаваї, звідки відплив на південь, досягнувши Таїті у середині вересня.
Експедиція покинула Таїті на початку жовтня, пройшла західніше і південніше островів Тубуаї, а потім на південний схід перед зміною курсу на схід, у напрямку узбережжя Південної Америки.
Усередині листопада 1875 року маршрут проліг поряд з архіпелагом Хуан-Фернандес, і за кілька днів корабель причалив у Вальпараїсо, Чилі.
Наступний етап плавання почався у грудні, корабель пішов назад курсом на зюйд-вест, знову проплив острови Хуан-Фернандес, і нарешті зупинився у Порт-Отвей (Port Otway) у затоці Пеньяс (Чилі) 31 грудня 1875 року.
Більша частина січня 1876 року минула у плаванні навколо південного виступу Південноамериканського континенту, з дослідженням багатьох островів і заток Патагонського архіпелагу, Магелланової протоки і острова Вогняна Земля. Серед відвіданих місць були Гейл-Ков (Hale Cove), Грей-Харбор (Gray Harbour), Порт-Ґрепплер (Port Grappler), Том-Бей (Tom Bay) (всі — на невеликій відстані від острова Веллінгтон), Puerta Bueno (неподалік острова Гановер), Isthmus Bay (біля архіпелагу Королеви Аделаїди, а також Port Churruca (поряд з Островом Святої Інеси).
Останніми зупинками, перед відплиттям до Атлантики, стали Пуерто дель Амбре, Пунта-Аренас і Острів Єлизавети[уточнити].
«Челленджер» досягнув Фолклендських Островів наприкінці січня, зробивши коротку зупинку у Порт-Стенлі, і звідти попрямував на північ, прибувши до Монтевідео (Уругвай) в середині лютого 1876 року. Наприкінці лютого корабель відплив з Монтевідео, курс лежав спочатку на схід, а потім на північ, з прибуттям на Острів Вознесіння у Атлантичному океані наприкінці березня 1876 року.
З початку до середини квітня корабель плив з Островів Вознесіння до Кабо-Верде (які вже відвідував майже три роки перед тим). Звідти, наприкінці квітня — початку травня 1876 року, було взято курс на північ, корабель плив Атлантикою, і успішно прибув до Віго, Іспанія, наприкінці травня. Останньою частиною походу «Челленджера» став перехід Біскайською затокою до Англії.
«Челленджер» повернувся до Спітгеда (графство Гемпшир) 24 травня 1876 року, після 713 днів плавання (загальна тривалість експедиції, зі стоянками включно, склала 1250 днів). Повний збірник звітів експедиції «Челленджера», опублікований у 50 томах між 1877 і 1895 роками, доступний онлайн.

## Наукові цілі і методи досліджень
Лондонське королівське товариство означило наступні наукові цілі експедиції:
1. Дослідити фізичний стан глибоководних місць Світового океану (аж до меж Великого Південного крижаного шельфу), а саме глибину, температуру, циркуляцію водних мас, відносну густину і проникнення світла на глибину.
2. Визначити хімічний склад морської води на різних глибинах, від поверхні до дна, наявність органічної матерії у розчинах і частинок у суспензіях.
3. Дослідити фізичну і хімічну природу глибоководних мінералів, а також знайти джерела мінералів.
4. Дослідити розподілення форм органічного життя на різних глибинах і на дні глибоких западин.[12]

Під час кожної з 360 зупинок у морі команда вимірювала глибину дна, температуру води на різних глибинах, спостерігала і записувала погодні умови і стан поверхні океану, а також набирала воду у баночки, збирала зразки з морського дна і знайдені біологічні форми.
Науковці на «Челленджері» застосовували методи, розроблені у попередніх експедиціях меншого масштабу. Наприклад, для вимірювання глибини у воду спускалася линва з прив'язаним тягарем, аж доки він не досягав дна. Вимірні мітки на линві стояли з інтервалом 25 фатомів (45,72 м), отже точність вимірів обмежувалася цією довжиною. Часто на додачу до вантажу до линви прикріплювали невеликий контейнер, куди могли потрапити зразки порід і матеріалів з морського дна.

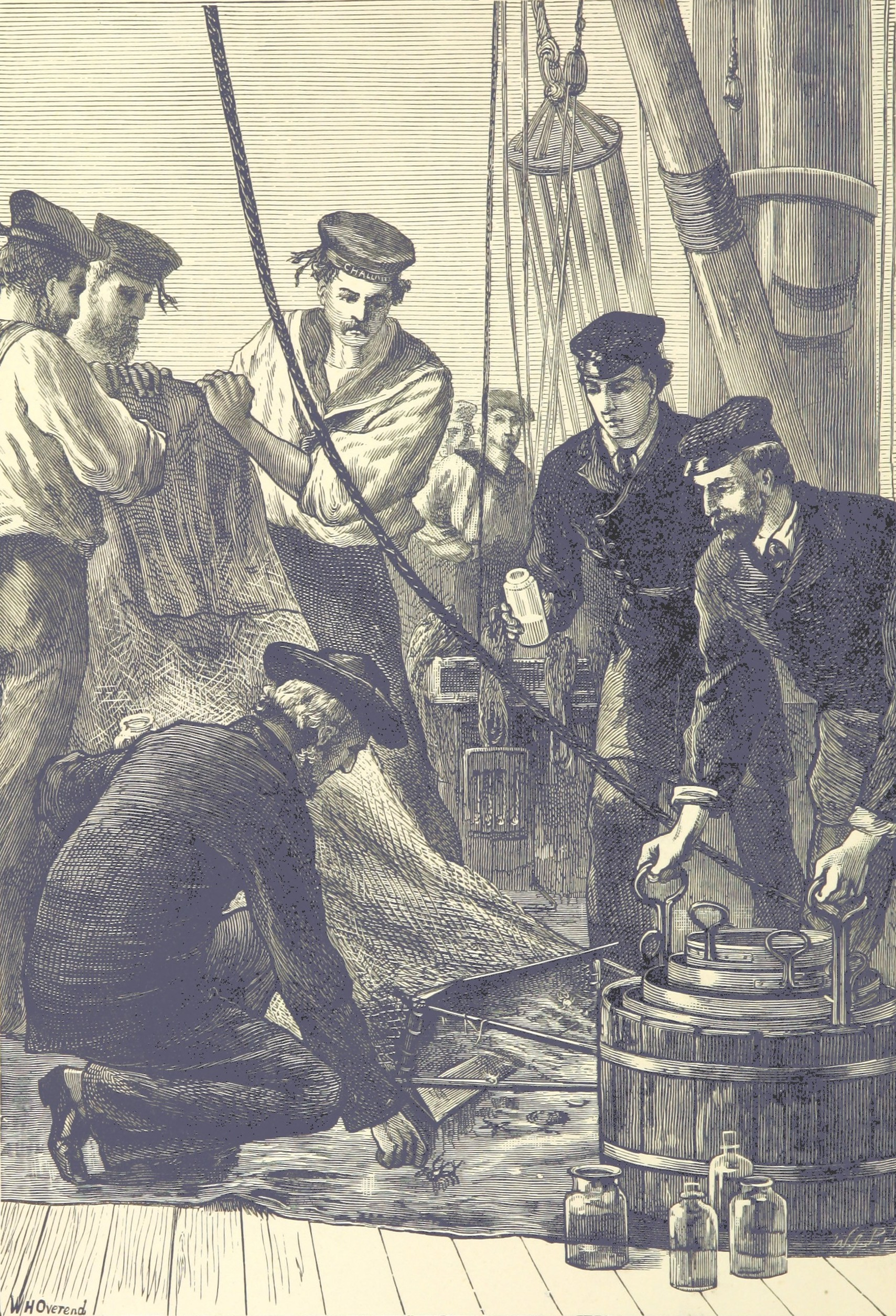
Команда «Челленджера» роздивляється організми, що потрапили до однієї з сіток.

Для збирання зразків біологічного матеріалу команда використовувала кілька типів землесосних снарядів («драг») і тралів. Земснаряд складався з металевої сітки, закріпленої на дерев'яному каркасі; цю конструкцію тягли по морському дну за кораблем. До каркаса також кріпилися кілька мітел, які збаламучували дно, а організми осідали у сітці. Тралами слугували великі металеві сітки, які тягли за кораблем у воді, і у які осідали організми з різних рівнів океанської глибини. Після витягування земснаряда або трала назад на палубу корабля, команда сортувала, промивала і складала на зберігання виловлені матеріали. Біологічні зразки часто поміщували у соляну ропу або у спирт.
Основним термометром, що використовувався у експедиції, був термометр Міллера-Каселли, який для запису максимальної і мінімальної температури містив два маркери всередині зігнутої трубки зі ртуттю. Однак будова цього термометра була розрахована на те, що температура води на поверхні океану (яка, природно, вимірювалася першою) була вища, ніж на глибині. Протягом експедиції команда «Челленджера» випробувала також перекидний термометр, який міг вимірювати температури на вказаній глибині. У майбутньому такий тип термометрів широко використовувався аж до другої половини XX століття.

## Відкриття Безодні Челленджера
23 березня 1875 року на вимірювальній станції № 225, розміщеній у південно-західному Тихому океані, команда зареєструвала глибину 4475 фатомів (8184 метри), яку було підтверджено додатковими вимірюваннями. Як показали пізніші експедиції з використанням більш досконалого обладнання, ця область лежить у південній частині Маріанської западини, і є одним з найглибших місць Світового океану. Біля місця, де «Челленджер» здійснював ці вимірювання, сучасні виміри показали 10994 метри глибини. Як визнання важливості досліджень, ця найглибша точка Світового океану носить назву Безодня Челленджера.

## Науковий спадок
Відкриття, зроблені експедицією «Челленджера», продовжували публікуватися до 1895 року — 19 років після завершення плавання. Повний звіт склав 50 томів (понад 29500 сторінок). Зразки і біологічні види, зібрані під час експедиції, розіслали визнаним світовим експертам для досліджень — саме це дуже суттєво збільшило час і витрати, необхідні для публікації повного звіту. Зразки і звіт тепер (у XXI столітті) зберігаються у лондонському Музеї природознавства, а звіт оцифрований і доступний онлайн. Деякі зразки досліджуються і донині.
Над категоризацією зразків працювали багато провідних вчених. Джордж Альберт Буленджер, герпетолог у музеї природознавства, назвав на честь «Челленджера» вид ящірок Saproscincus challengeri.
Ставши першим по-справжньому океанографічним плаванням, експедиція «Челленджера» по суті заклала основи цієї наукової і дослідницької дисципліни.
Слово «Челленджер» використовувалося у назвах таких сутностей і об'єктів, як «Челленджерівська спілка морських досліджень» (англ. Challenger Society for Marine Science), океанографічний корабель Glomar Challenger, і спейс-шаттл «Челленджер».